# 953
| Calendário gregoriano                                                        | 953 CMLIII                                           |
| Ab urbe condita                                                              | 1706                                                 |
| Calendário arménio                                                           | 402 – 403                                            |
| Calendário bahá'í                                                            | -891 – -890                                          |
| Calendário budista                                                           | 1497                                                 |
| Calendário chinês                                                            | 3649 – 3650 Início a 19 de janeiro (aproximadamente) |
| Calendário copta                                                             | 669 – 670                                            |
| Calendário etíope                                                            | 945 – 946                                            |
| Calendários hindus - Vikram Samvat - Calendário nacional indiano - Cáli Iuga | 1008 – 1009 874 – 875 4053 – 4054                    |
| Calendário Holoceno                                                          | 10953                                                |
| Calendário islâmico                                                          | 341 – 342                                            |
| Calendário judaico                                                           | 4713 – 4714                                          |
| Calendário persa                                                             | 331 – 332                                            |
| Calendário rúnico                                                            | 1203                                                 |
| Calendário solar tailandês                                                   | 1496                                                 |

953  (CMLIII na numeração romana) foi um ano comum  do século X do Calendário Juliano, da Era de  Cristo, teve início a um sábado e terminou também a um sábado, e a  sua letra dominical foi B  (52 semanas).
No  território que viria a ser o reino de  Portugal estava em vigor a Era de César que já contava 991 anos.
| Ano completo                   |
| ------------------------------ |
| Ano comum com início ao sábado |

## Eventos
- Grande incursão muçulmana na Galiza.
- Fundação de Guimarães.
- Primeira documentação histórica das vilas medievais da Póvoa de Varzim (Villa Euracini) e Vila do Conde ('Villa de Comite).
- Fujiwara no Arihira é promovido a Dainagon.